# Chanoma vorbringeri
Chanoma vorbringeri är en skalbaggsart som först beskrevs av Max Bernhauer 1907.  Chanoma vorbringeri ingår i släktet Chanoma, och familjen kortvingar. Enligt den svenska rödlistan är arten otillräckligt studerad i Sverige. Arten förekommer i Svealand och Nedre Norrland. Artens livsmiljö är våtmarker, skogslandskap.